# Georgios Jakobides

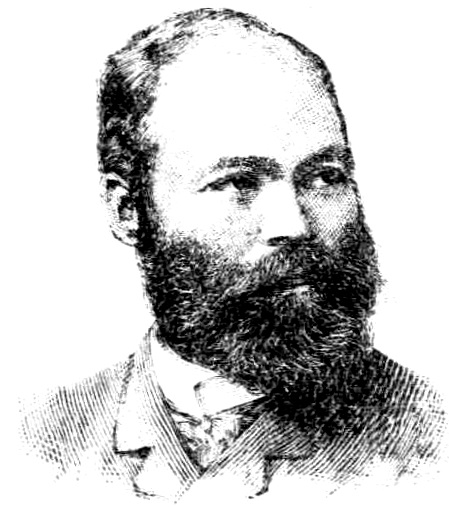
Georgios Jakobides (1888)

Georg Jakobides (signierte in Deutschland mit G. Jakobides, griechisch Γεώργιος Ιακωβίδης Georgios Iakovidis, auch Georgios Jakobides, * 11. Januar 1853 in Chidira auf Lesbos; † 13. Dezember 1932 in Athen) war ein bedeutender griechischer Maler und Vertreter der Münchner Schule.

## Leben

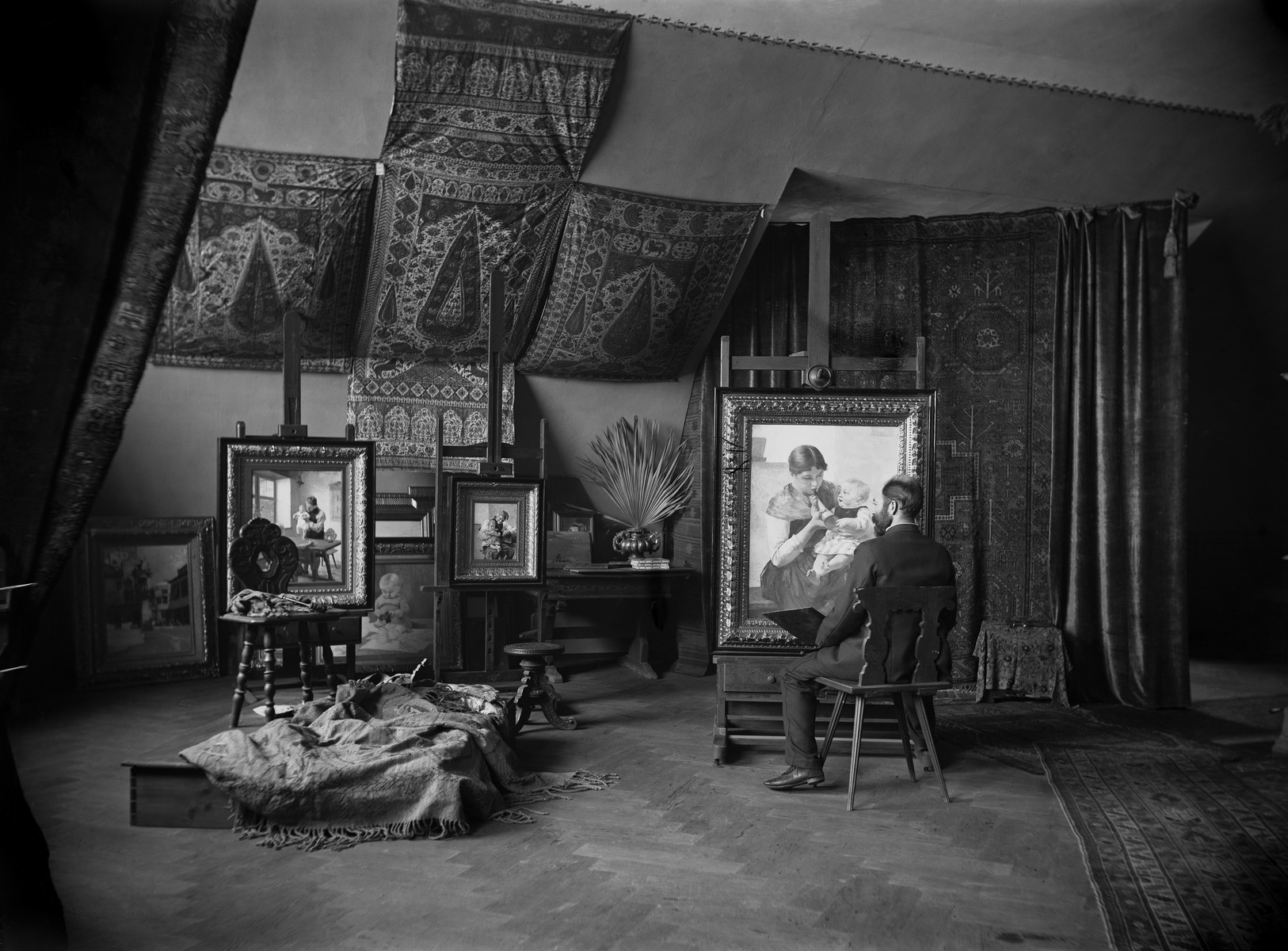
Jakobides in seinem Atelier fotografiert von Carl Teufel, 1883

Im Alter von dreizehn Jahren schickten ihn seine Eltern nach Smyrna zu seinem Onkel, einem praktizierenden Architekten, um dort die Evangelische Schule zu besuchen. Neben seinem Schulbesuch arbeitete er. Bereits früh zeigte sich sein Interesse für die Kunst und insbesondere für die Holzschnitzerei. Mit der Aussicht einer finanziellen Unterstützung durch den Holzhändler Michail Hatziloukas, einem Mitarbeiter seines Onkels, entschied er im Jahr 1870 nach Athen zu gehen, um Bildhauerei zu studieren.
Noch im gleichen Jahr schrieb er sich an der Athener Kunsthochschule ein. Seine Lehrer dort waren der Maler Nikiforos Lytras und der Bildhauer Leonidas Drosis. Er absolvierte seine Studien im März 1877 mit der Höchstnote.
Im November 1877 erhielt er ein Stipendium des griechischen Staates, um seine Studien an der Münchener Akademie der Bildenden Künste zu vertiefen. Seine dortigen Lehrer waren Ludwig von Löfftz, Wilhelm von Lindenschmidt und Gabriel von Max. In den Sommermonaten bereiste er Bayern und malte die Ortschaften und das Leben auf dem Land. Diesem Werk kommt heute eine große dokumentarische Bedeutung zu.
Mit drei Werken war Jakobides auf der Weltausstellung Paris 1878 vertreten. Im selben Jahr hatte er zusammen mit Toby Edward Rosenthal eine Malschule vornehmlich für Frauen gegründet, die er bis 1898 betrieb. Zu seinen Schülern gehörte auch der Schweizer Alexander Wolf (1864–1921). Zu jener Zeit war es Frauen nicht gestattet, an der Akademie zu studieren. 1883 beendete Jakobides sein Studium an der Münchener Kunstakademie. Er galt als talentierter akademischer Maler und war in der Münchner Gesellschaft hoch angesehen. 1889 starb seine Frau Aglaia; gemeinsam hatten sie eine Tochter und einen Sohn. Nach dem Tod seiner Ehefrau hörte er auf, fröhliche naturalistischen Kinderbilder in seinen Werken darzustellen, für die er bis dahin bekannt war.
Die Regierung des Königreichs Griechenland bat ihn, den Aufbau einer staatlichen Kunstsammlung zu übernehmen, und berief ihn 1900 zu deren Direktor. Diese Sammlung bildet heute den Grundstock der Nationalgalerie Athen, während die formelle Nachfolgeinstitution die Städtische Athener Galerie ist. Auch in Athen erwarb er sich einen guten Ruf als herausragender akademischer Maler. Zu seinem Kundenkreis gehörte die königliche Familie ebenso wie zahlreiche Unternehmer. Befreundet war Jakobides mit Nikolaus von Griechenland, der in seiner Freizeit als Maler tätig war. Jakobides war ein guter Billardspieler und verbrachte die Mittagszeit mit dem Spiel.
Jakobides lehrte an der Nationalen Technischen Universität am Fachbereich Malerei. Als dieser 1910 als Hochschule der Bildenden Künste Athen ausgegliedert wurde, wurde er zum Rektor ernannt. 1917 kam es an der Hochschule zur Gründung einer sezessionistischen Gruppe um Nikolaos Lytras. Jakobides lehnte deren Malweise ab, tolerierte sie jedoch. Ein Student von Jakobides war Giorgio De Chirico. Im Jahre 1926 wurde er Mitglied der Athener Akademie der Wissenschaften. 1930 gab er die Direktion der Kunsthochschule auf, blieb aber ihr Ehrendirektor. Jakobides starb 1932 kurz vor seinem 80. Geburtstag.

## Werk

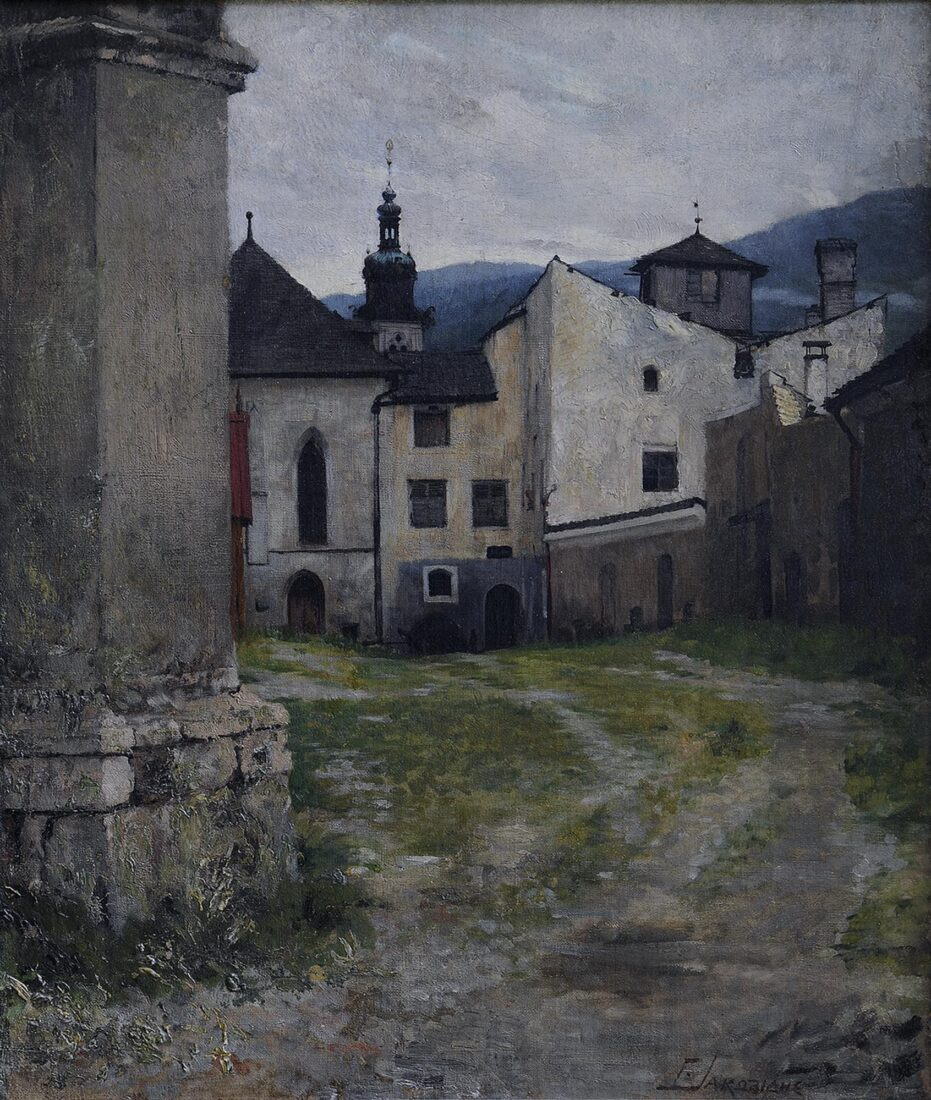
Bayerisches Dorf

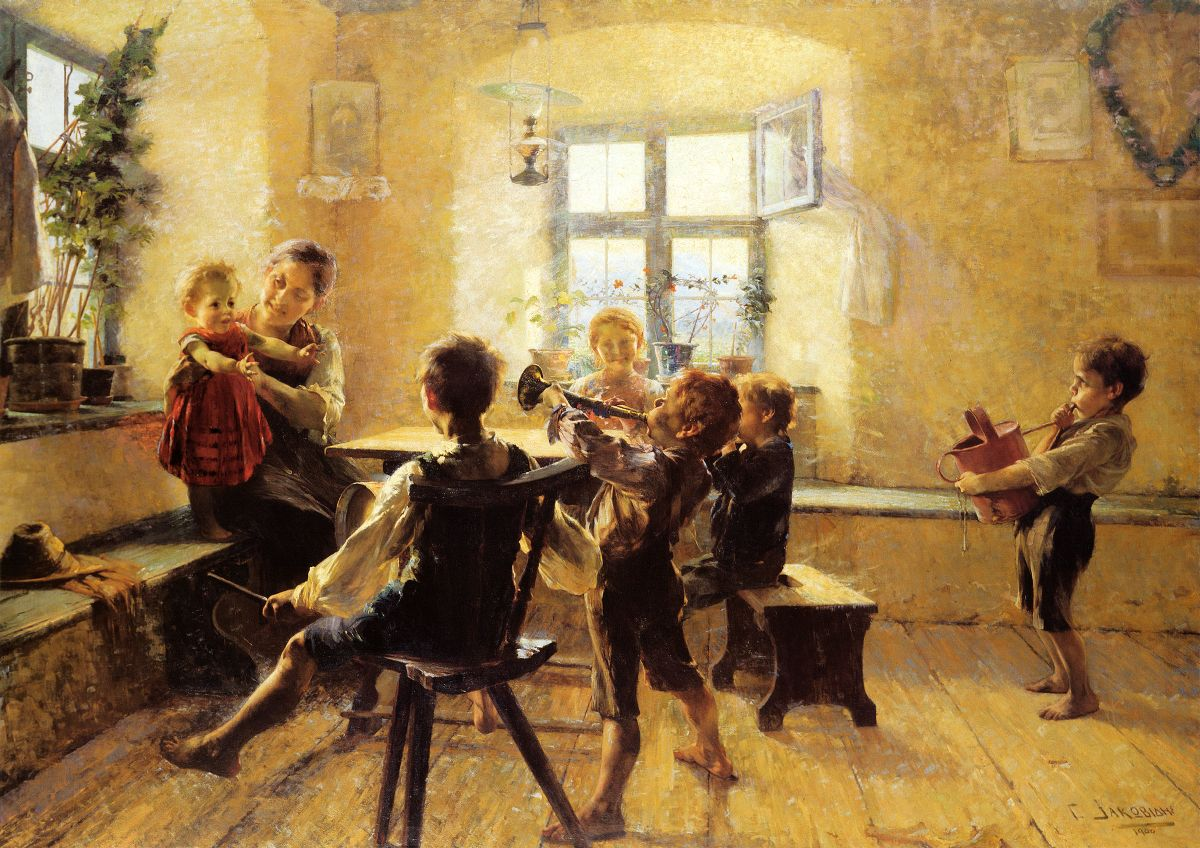
Kinderkonzert (erste Version)

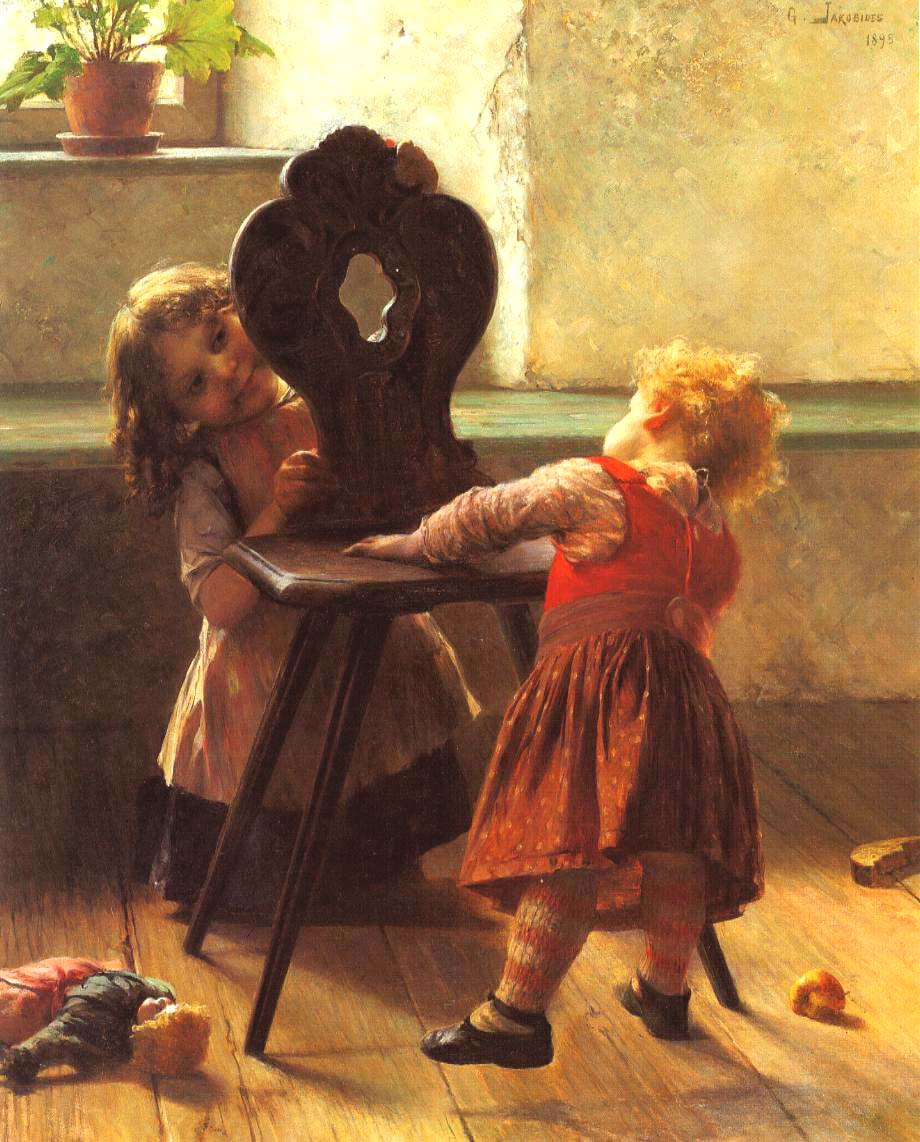
Guck guck

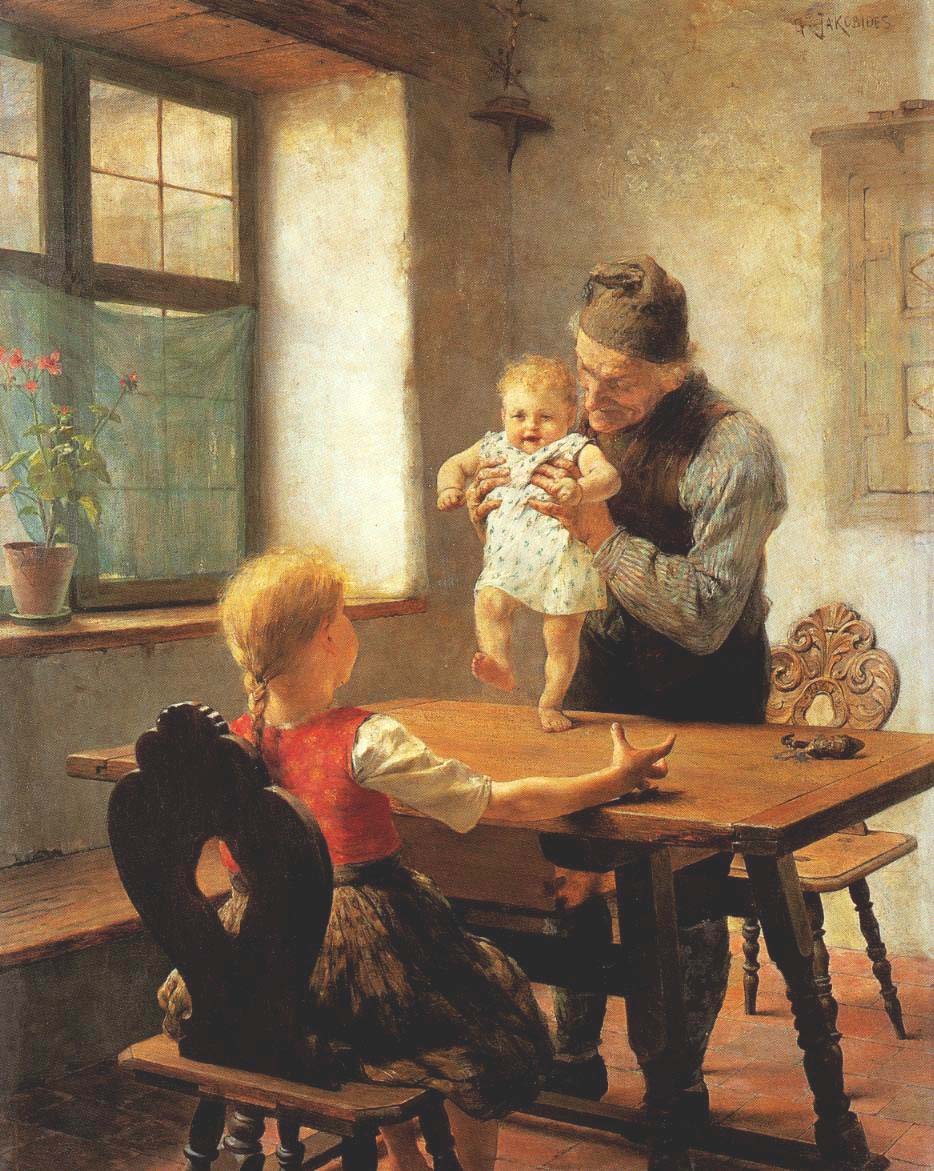
Erste Schritte (erste Version)

Jakobides war ein Vertreter des akademischen Naturalismus der sogenannten Münchner Schule. Er wird dem Kreis um Karl von Piloty zugerechnet; im Hinblick darauf, dass er koloristisch vielfältiger und differenzierter malte, spricht man auch von Impulsen aus dem Kreis um Wilhelm von Diez.
Während seiner Zeit in Deutschland widmete er sich der Genremalerei des ländlichen Lebens in Bayern und seiner vorindustriellen Strukturen. Er malte insbesondere Kinder, Räume und Stillleben. Ein wiederkehrendes Motiv sind Kleinkinder, deren Emotionen und deren Bezug zu Älteren, beispielsweise zu den Großeltern.
Mit seiner Rückkehr nach Griechenland wendete er sich vermehrt Porträts zu und wurde einer der bedeutendsten griechischen Porträtisten.
Seine Haltung gegenüber dem französischen Impressionismus war anfangs kritisch, erst spät wies sein Werk impressionistische Züge auf. Er tolerierte jedoch früh das Interesse einiger seiner Schüler für den Impressionismus.

## Werke (Auswahl)
Mit etwa über 200 Ölbildern gilt das Werk von Jakobides als überschaubar. Werke wurden auf den großen Ausstellungen des 19. Jahrhunderts gezeigt, und viele davon auch ausgezeichnet. Heute befinden sich Werke in Museen weltweit, darunter dem Art Institute of Chicago, diversen deutschen Museen und Privatsammlungen. Einige seiner Hauptwerke, darunter das Kinderkonzert und Erste Schritte, entstanden in zwei Versionen, eventuell entstand die zweite Version auf Wunsch eines Sammlers.
- Mädchenbildnis, 29 × 23 cm
- Das lesende Mädchen, 1882 53 × 40 cm
- Kleine Leiden (1883 im Münchener Glaspalast)
- Der böse Enkel, 1884. Original im Museum Wiesbaden, Lithographie in den Staatlichen Museen zu Berlin
- Bauernhof in Bayern, 1884
- Lachener Gassenjunge, 1884 58 × 28 cm
- In Father's Atelier, 1884, 73 × 71,5 cm (seit 1936 in der Sammlung der Bank of Greece)[5]
- Der Großvater und sein Enkelsohn
- La Toilette, 1887–1893, 96,5 × 71,2 cm (ehem. im Besitz der Urenkelin Francesca Iakovidou, heute in der Sammlung der Bank of Greece)[5]
- Großmutter mit Enkelin 1889 (ehemals Galerie Henneberg, Zürich)[6]
- Das Kämmen der Enkeltochter
- Kinderkonzert (1899 als „Hauskapelle“ auf der Berliner Kunstausstellung, heute in der Nationalgalerie (Athen))
- Ohrring
- Erste Schritte (Der erste Schritt)
- Mütterliche Sorge
- Der Probestrumpf, 1887 (als fotografierte Lithografie von Franz Hanfstaengl in der Zeitschrift Die Gartenlaube[7])
- Der Raucher (Der Schmuggler), 1887[8]
- Kinderstreit (1888 im Münchener Glaspalast)
- Versteckspiel (1896 im Münchener Glaspalast, danach im Athener Zappeion, 2010 bei einer Haushaltsauflösung in Athen wiederentdeckt[9])78,5 × 62 cm
- Großvaters neue Pfeife (Old man with a pipe) 31 × 26 cm
- Vase with bouquet 53,5 × 36 cm
- Eine feine Sorte
- Apfelstilleben auf einem Silbertablett 41 × 59 cm
- Brustbild eines Jungen in rotem Anzug 30 × 24 cm
- Little girl in the fields 27 × 22 cm
- Man in the field 27,5 × 22 cm
- Junge 23 × 50[10]
- John F. Costopoulos, 1919 80 × 64 cm, in der Alpha Bank Collection[11]
- Portrait of a young woman, 51,5 × 36,5 cm, Emphietsoglou Gallery Museum
- Babe’s bathtime, 35 × 38,5 cm, Emphietsoglou Gallery Museum
- Konstantinos M. Venizelos, 80 × 60 cm
- Medailleur war Jakobides für die silbernen Umlaufmünzen Griechenlands von Georg I. der Jahre 1910 und 1911[12]

## Resonanz
Schon zu Lebzeiten hoch gehandelt und von Museen erworben, erzielen Werke von Jakobides bis heute beachtliche Preise. Einige seiner Werke, beispielsweise der „Kinderchor“ und das „Versteckspiel“ sind als Meisterwerke akademischer Malerei in die Geschichte eingegangen. Dies umfasste Stiche nach Werken von Jakobides, beispielsweise von Doris Raab und Ludwig Kühn, hochwertigen Jahresgaben von Kunstvereinen, aber auch einfachen fotografischen Reproduktionen in hoher Auflage. Heute sind es vornehmlich Digitaldrucke auf Leinwand.
Die griechische Öffentlichkeit hielt sich in der Rezension des großen Meisters jedoch lange zurück. Eine Ursache kann das politische Engagement von Jakobides gewesen sein. Er gab sich offen als kronloyal und als Gegner des beliebten Politikers Eleftherios Venizelos. Die Nationalgalerie Griechenlands veranstaltete erst 2005 eine umfassende Retrospektive seines Werks.

## Auszeichnungen
- Ludwigsmedaille, 1878 (für seine Aktzeichnungen)
- Bronzemedaille der Weltausstellung Paris 1889
- Goldene Medaille in Athen 1888, Paris 1890, Bremen 1890 und 1891, Berlin 1891, München 1893, Triest 1895, Barcelona 1898.
- Für seine Verdienste um die Kunst verlieh ihm der griechische Staat vier Orden, davon den Erlöser-Orden.
- Briefmarke der griechischen Post ELTA, 1966